# Концертштюк для фортепиано с оркестром (Гедике)
Концертштюк для фортепиано с оркестром op. 11 си минор — произведение Александра Гедике, написанное в 1900 году и изданное в том же году Петром Юргенсоном. Примерная продолжительность звучания 12-14 минут.
Концертштюк составил основу программы собственных сочинений, представленной Гедике в том же году на третьем Рубинштейновском конкурсе в Вене, лауреатом которого Гедике и стал. В дальнейшем композитор неоднократно выступал с этим своим сочинением в качестве солиста — в частности, 20 января 1901 года в Санкт-Петербурге (дирижёр Макс Фидлер), получив по этому поводу поздравления Василия Сафонова, и 11 марта того же года в Харькове (дирижёр Илья Слатин); впрочем, харьковское исполнение вызвало критический отзыв Ростислава Геники, утверждавшего, что «сама по себе эта пьеса лишена красивых мелодий и интересных идей, признаков оригинальности и очень бедна с чисто технически-виртуозной стороны». Позднее, однако, Морис Хинсон был благосклоннее к сочинению Гедике: по его мнению, это произведение выдержано в традиции Ференца Листа, партия солиста «богато задумана» (англ. richly conceived), полна красочных гармоний и ведёт к эффектному финалу; в то же время Ханс Энгель, напротив, видел в концертштюке выраженно русскую музыку, наследующую от П. И. Чайковского эффектную оркестровку главной темы.
Британскую аудиторию с концертштюком Гедике познакомила в 1918 году пианистка Крейги Росс. Первую запись концертштюка также выпустили в Великобритании (1997, Стивен Кумс с Шотландским симфоническим оркестром BBC, в серии «Романтические фортепианные концерты» (Hyperion Records).